# Juliet Schor
Juliet B. Schor (nacida en 1955) es economista y profesora de Sociología en el Boston College. Ha estudiado las tendencias del tiempo de trabajo, el consumismo, la relación entre el trabajo y la familia, los problemas de las mujeres y la desigualdad económica, y la preocupación por el cambio climático en el medio ambiente. De 2010 a 2017, estudió la economía colaborativa en el marco de un gran proyecto de investigación financiado por la Fundación MacArthur. Actualmente trabaja en un proyecto titulado "The Algorithmic Workplace" con una subvención de la National Science Foundation.

## Primeros años y educación
Juliet Schor nació el 9 de noviembre de 1955. Schor creció en California, Pensilvania, donde su padre creó la primera clínica de salud especializada para mineros en un pequeño pueblo minero de Pensilvania. A medida que crecía, fue adquiriendo un mayor sentido de la diferencia de clases y de la explotación laboral. También se encontró leyendo a Marx a una edad temprana. Su marido, Prasannan Parthasarathi, es también profesor del Boston College.
Schor se licenció en Economía con honores en la Universidad de Wesleyan en 1975 y se doctoró en Economía en la Universidad de Massachusetts Amherst en 1982. Su tesis doctoral se titula "Changes in the Cyclical Variability of Wages: Evidence from Nine Countries, 1955-1980."

## Carrera académica

### Enseñanza
Schor enseñó en numerosas instituciones de todo el país. En concreto, fue profesora adjunta de Economía en el Williams College y en la Universidad de Columbia. En 1984, se incorporó al Departamento de Economía de la Universidad de Harvard y, a lo largo de sus 17 años de docencia allí, ascendió de profesora adjunta hasta llegar a ser profesora titular del Departamento de Economía y del Comité de Títulos de Estudios sobre la Mujer. En 2014-15, fue la Profesora Visitante Distinguida Matina S. Horner en el Instituto Radcliffe de Harvard.
Actualmente, es profesora de Sociología en el Boston College. Se incorporó en 2001 y fue jefa de departamento de 2005 a 2008 y directora de estudios de posgrado de 2001 a 2013.

### Miembros del consejo de administración
En 1977, Schor fue uno de los fundadores y editores de South End Press. Además, en 1978 fue miembro fundador del Center for Popular Economics.
En la actualidad, Schor preside el Consejo de Administración de Better Future Project y forma parte del consejo asesor del Center for a New American Dream. Schor dejó su cargo de Presidenta del Consejo de Administración de US Right to Know en 2019.
También forma parte de los consejos editoriales de Sustainability: Science, Practice, and Policy (SSPP), Journal of Consumer Policy y Reviews in Ecological Economics por nombrar algunos.

### Comparecencias
Schor también ha hecho múltiples apariciones. Entre ellas, su aparición en 2017 en The People vs. American, serie multipartita de Al-Jazeera que fue galardonada con la Medalla Mundial de Oro en el Festival de Cine y TV de Nueva York. Además, Schor ha dado muchas charlas en diversas instituciones y conferencias en todo el mundo.

### Premios
Schor recibió el Premio George Orwell a la Contribución Distinguida a la Honestidad y la Claridad en el Lenguaje Público por su obra The Overspent American del Consejo Nacional de Profesores de Inglés en 1998; en 2006, fue galardonada con el Premio Leontief a la Expansión de las Fronteras del Pensamiento Económico, del Instituto de Desarrollo Global y Medio Ambiente de la Universidad de Tufts; en 2011, ganó el Premio Herman Daly de la Sociedad de Economía Ecológica de EE. UU.; y, más recientemente, recibió el Premio a la Comprensión Pública de la Sociología de la Asociación Americana de Sociología en 2014, además de varios reconocimientos menores de diversos grupos.

### Becas
En 1980-81, Schor fue becario de investigación de Brookings en Estudios Económicos. De 1995 a 1996, Schor fue becario de la John Simmon Guggenheim Memorial Foundation. De 2014 a 2015, ocupó una beca de estudios avanzados en el Instituto Radcliffe. A partir de 2020, Schor es miembro asociado del Instituto Tellus.

## Trabajo académico

### Pensamiento temprano
Mientras obtenía su doctorado en economía en la Universidad de Massachusetts Amherst, Schor comenzó a explorar la relación entre la forma en que los empresarios controlaban y regulaban a los empleados. Ella y su asesor, Sam Bowles, llamaron a esta variable de condiciones "el coste de la pérdida de empleo", que incluía el tiempo que una persona puede esperar estar desempleada y el tipo de prestaciones sociales a las que tiene derecho como desempleado.
Mientras era profesor en Harvard, Schor se interesó por otro determinante del "coste de la pérdida de empleo", que era el número de horas trabajadas por el empleado. Analizando varios datos, descubrió que aunque un empleado trabaje horas extras, parece que no tiene dinero ahorrado al final. Esto la llevó a preguntarse "¿Qué hacen los trabajadores con el dinero que ganan y por qué les resulta tan difícil ahorrar?", lo que requirió la investigación de las presiones sociales sobre el gasto y la cultura del consumo.
En una entrevista sobre su libro Plenitud: The New Economics of True Wealth (Plenitud: La nueva economía de la verdadera riqueza), afirma: "Cuando la gente trabaja demasiadas horas, tiende a sentirse privada y utiliza el consumo para recompensarse, ya sea por unas vacaciones caras, la remodelación de la cocina o un diamante más grande. La recesión ha abierto realmente el espacio para que la gente piense en diferentes trayectorias para sus expectativas de consumo a lo largo de su vida."
Además, desde muy joven, Schor se esforzó por hacer su trabajo accesible a todos. En una entrevista con Peter Shea, habla de su temprana formación intelectual, de su crítica a la economía convencional y de su decisión de escribir para un público que incluya tanto al público en general como a sus colegas de la academia.

### Libros más vendidos

#### El americano con exceso de trabajo: The Unexpected Decline of Leisure, Basic Books (1992)
Utilizando los datos de las encuestas de hogares sobre las horas de trabajo remunerado y el uso del tiempo propio, Schor descubrió que el tiempo medio dedicado al trabajo aumentó alrededor de 1 mes al año entre los años 1969 y 1987. Además, en el libro, Schor analiza un modelo que desarrolló para predecir las horas de trabajo no remunerado en el hogar.

#### El estadounidense que gasta demasiado: Por qué queremos lo que no necesitamos(1999)
En este libro, Schor explora los procesos sociales y culturales que llevan a los individuos a gastar y endeudarse de forma insostenible. Analiza que los consumidores están gastando más que en el pasado. Como resultado, observa que las tasas de ahorro han disminuido. Schor argumenta que una de las razones de este cambio es el proceso de “mantenimiento” del gasto que ha llevado gradualmente a gastar en exceso. Schor relaciona esta tendencia con la obra de Pierre Bordieu, especialmente con sus ideas sobre el habitus.

#### Nacido para comprar: El niño comercializado y la nueva cultura del consumo(2005)
Muchas empresas han dirigido sus productos de marketing hacia los niños y, a su vez, los han convertido en "niños comercializados". Schor analiza cómo las estrategias publicitarias convencen a los niños de que los productos son necesarios para su supervivencia social y esto se adopta también en su mentalidad para su futuro. Schor también ofrece una especie de optimismo al final, aconsejando a los padres y a los profesores cómo afrontar este problema.

#### Plenitud: La nueva economía de la verdadera riqueza(2010)
En esta obra, Schor esboza una hoja de ruta para ir más allá del consumismo y de su vínculo inherente con el declive ecológico. Se inclina por un enfoque equilibrado de la vida, teniendo en cuenta elementos como la naturaleza, la comunidad, la inteligencia y el tiempo. Schor narró un cortometraje sobre la organización económica de la que habla su libro para una animación de Films for Action.

#### Después del concierto(2020)
En After the Gig, Schor explora la economía de los gigas, por ejemplo, Uber, Airbnb, etc., y los efectos de estas organizaciones en la explotación de los trabajadores, las emisiones de carbono y la discriminación racial. A partir de los datos extraídos de trece casos, Schor llega a ofrecer un medio mejor para crear una economía compartida y equitativa.

## Publicaciones
Libros
- The Overworked American: The Unexpected Decline of Leisure, Basic Books (1992)
- Economía sostenible para el siglo XXI, (1995, 1999)
- El americano que gasta demasiado: Por qué queremos lo que no necesitamos (1999)
- Nacido para comprar: El niño comercializado y la nueva cultura del consumo (2005)
- Plenitud: La nueva economía de la verdadera riqueza, Penguin Press (2010)
- Hacia una economía de la plenitud (2015)
- After the Gig (2020)

Como coeditor o coautor
- La edad de oro del capitalismo: Reinterpretación de la experiencia de la posguerra, (1992)
- Los estadounidenses compran demasiado, (2000)
- The Consumer Society Reader, (2000)
- Planeta sostenible: Soluciones para el siglo XXI, (2003)
- Estilos de vida sostenibles y la búsqueda de la plenitud (2014)[10]

Artículos de revistas
- "La economía compartida: trabajo, desigualdad y sociabilidad en las plataformas con ánimo de lucro" (Societal Transitions, 2017)
- La complicación de la convencionalización" (Journal of Marketing Management, 2017)
- "¿Aumenta la economía compartida la desigualdad dentro del ochenta por ciento?: hallazgos de un estudio cualitativo de proveedores de plataformas" (2017, Cambridge Journal of Regions, Economy and Society)
- "Paradojas de la apertura y la distinción en la economía compartida" (2016, Poética)
- "Discurso sobre el clima y recesiones económicas: El caso de Estados Unidos 2008-2013" (2014, Environmental Innovation and Societal Transitions)